# Proctolabus edentatus
Proctolabus edentatus är en insektsart som beskrevs av Marius Descamps 1976. Proctolabus edentatus ingår i släktet Proctolabus och familjen gräshoppor. Inga underarter finns listade i Catalogue of Life.